# 평화의 섬 학살
평화의 섬 학살(영어: Island of Peace massacre, 히브리어: הַטַּבָּח בנהריים, 아랍어: مذبحة جزيرة السلام)은 1997년 3월 13일 평화의 섬에서 요르단 군인이 이스라엘 여학생과 교사에게 총격을 가한 범죄로, 이로 인해 여학생 7명은 사망하였으며, 여학생 5명과 교사는 부상을 입었다. 학생 전원은 13~14세였다. 공격자는 요르단군 소속 아흐마드 다카므세 상등병으로, 이스라엘과 요르단 간 국경에서 복무하던 중이었다. 학생들은 베이트셰메시에 있던 AMIT 중학교 소속으로, 수학여행의 일환으로 평화의 섬을 방문하였었다. 요르단 군인들은 다카므세가 사격하던 M16 소총이 걸린 직후 다카므세를 제압하였으며, 바로 피해자를 도왔다.
요르단 의료진은 다카므세를 반사회성 인격장애로 진단하였으며, 다카므세는 군사 재판을 통해 중노동이 포함된 20년 징역형을 선고받았다.
공격 후 얼마 되지 않아 요르단 왕 후세인 1세는 유가족을 개인적으로 방문하여 조의를 표하였다. 후세인 1세의 방문은 아랍-이스라엘 분쟁을 통틀어 매우 특이하고 진실된 행동으로 비쳤으며, 이스라엘 민중에 깊은 감동을 주어, 요르단과 이스라엘 사이의 관계 개선에 크게 기여하였다.
요르단인 일부는 공격을 긍정적으로 평가했다. 요르단 정치인 후세인 므잘리는 다카므세를 '영웅'이라고 불렀다. 2013년에는 요르단 의회에서 다카므세의 석방을 촉구하는 청원이 압도적인 찬성률(110/120)로 통과되기도 하였으나, 이에 불구하고 다카므세는 20년 형을 완전히 채운 후 2017년 3월 13일 석방되었다. 다카므세의 가족은 다카므세의 행동을 자랑스러워했으며, 다카므세 본인 또한 후회의 조짐을 보이지 않았다. 요르단에서의 조사 도중 다카므세는 조사관에게 자신의 M16 총이 중간에 걸리지 않았다면 전부 죽였을 것이라고 말하기도 하였다.

## 공격

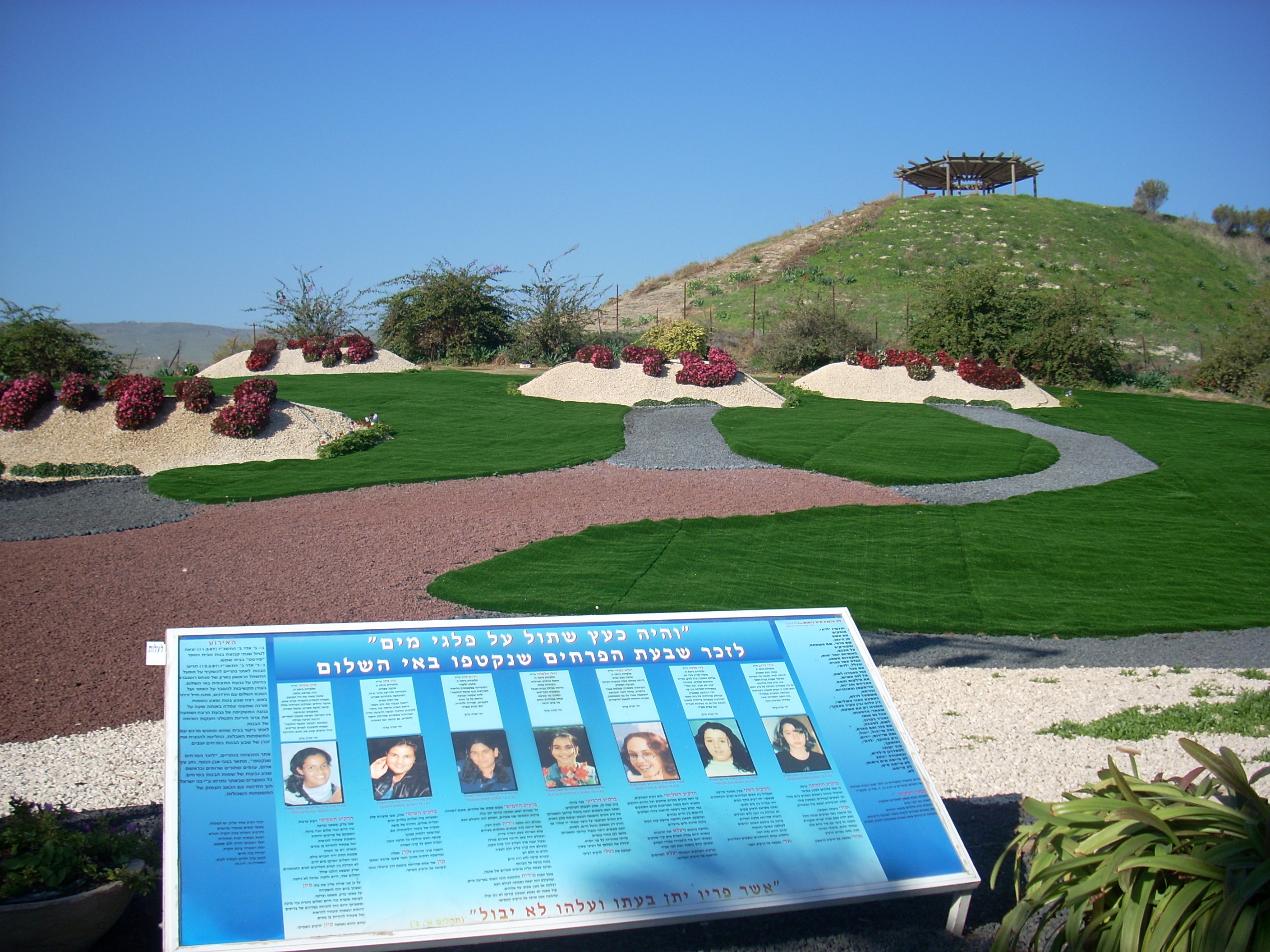
이스라엘 나하라임에 조성된 추모지.

1997년 3월 13일, 예루살렘 서쪽 베이트셰메시에 사는 중학교 2~3학년 여학생 80명이 요르단계곡과 골란고원으로의 수학여행 중이었는데, 목적지 중 하나가 요르단과 이스라엘이 공동으로 관리하는 평화의 섬이었다.
같은 날 오후 수학여행 버스가 평화의 섬에 도착했으며, 학생들이 버스에서 내려 전망대로 걸어가던 도중, 현지에 주둔하던 요르단 군인 중 1명이 M16 소총으로 학생들에게 총격을 가하였다.
공격자의 총이 오작동하기 전까지의 총격으로 인해 여학생 7명이 사망하였고, 여학생 5명과 교사가 부상을 입었으며, 다른 요르단 군인들은 공격자를 제압한 직후 "미친놈! 미친놈!"을 외치며 피해자를 돕기 위해 달려갔다.

### 사망자
| - 시반 파티히 (13, 체라폰) - 카렌 코헨 (14, 베이트셰메시) - 야알라 메이리 (13, 베이트셰메시) - 시리 바다예브 (14, 베이트셰메시) | - 나탈리 알칼라이 (13, 베이트셰메시) - 아디 말카 (13, 베이트셰메시) - 니릿 코헨 (13, 베이트셰메시) |

### 추모지
인근 키부츠인 아시도트 야코브 거주민의 주도로 희생자를 기리는 추모지가 만들어졌다. 추모지는 조그만 흰색 언덕 7개로, 각 언덕에는 희생자의 이름이 꽃으로 적혀 있다. 앞에는 시편 1편 3절의 문구가 적혔다.
냇가에 심어진 나무 같아서 그 잎사귀가 시들지 아니하고 제 철 따라 열매 맺으리. (공동번역성서)

## 공격자
공격자는 요르단 육군 상등병 아흐메드 다카므세로, 공격한 이유를, 자신이 기도할 때 여학생들이 휘파람을 불고 박수를 쳤기 때문에 화가 났고 모욕받았다고 생각했기 때문이라고 밝혔다.
다카므세의 모친은 2001년 5월 알자지라와의 인터뷰에서 다음과 같은 말을 남겼다.
나는 내 아들이 자랑스럽고 나는 고개를 당당히 들고 다닌다. 영웅적인 일을 했고 자신의 양심에 따라 신을 만족케 했다. 내 아들은 자신의 머리와 모든 아랍 및 이슬람 나라의 머리를 들게 했다. 나는 아흐마드가 한 일을 하는 어떠한 무슬림이라도 자랑스러워할 것이다. 나는 내가 잘못된 것을 말하지 않기를 바란다. 내 아들이 감옥에 갈 때, 그들은 "아흐마드 씨, 후회하십니까?"라고 묻자, 아들은 "후회 없다"고 대답했다. 그는 모두에게 커피를 대접했고, 다른 죄수들을 공경했으며, '나는 제대로 작동하지 않은 총에게밖에 화가 나지 않았다. 아니면 버스에 있던 승객 전부를 죽였을 것이다'라고 말했다.

## 이후
평화의 섬 공격은 1997년 1월 1일 헤브론 야채 시장에서 이스라엘군 참모가 팔레스타인인 집단에 발포하여 7명에 부상을 입힌 사건과 형태적으로 유사하였다. 이 사건의 공격자 또한 이스라엘 정부가 정신적으로 불안정하다고 진단하였었다. 일부 언론에서는 이스라엘군 예비역 대장이 헤브론 모스크에서 29명을 죽이고 125명에 부상을 입혔던 패트리아크 동굴 학살 사건과 비슷하다고 보기도 하였다.
부상을 입은 학생들이 입원한 암만의 병원 앞에서, 요르단 병사 수백 명이 헌혈을 위해 줄 선 광경이 목격되기도 하였다.

### 요르단의 반응
다카므세의 포획 직후 요르단 육군은 공식적으로 다카므세가 정신적으로 불안정하다고 발표하였다. 전문 의료진은 다카므세를 반사회성 인격장애로 진단하였다.
공격 며칠 후인 1997년 3월 16일, 요르단 군주 후세인 1세는 사건에 대해 개인적으로 사과하였으며, 직접 이스라엘로 넘어가 사망한 7명의 유대교 장례식에 참석하여 조의를 표했다. 후세인 1세의 방문은 이스라엘과 요르단 양 국에 실시간으로 중계되었다. 방문 도중 후세인 1세는 이스라엘 총리 베냐민 네타냐후와 같이 희생자의 부모와 만나, 요르단 왕국을 대표해 사과하며, "당신의 딸이 내 딸과 같다. 당신의 슬픔이 나의 슬픔이다"라고 말했으며, 모두 "한 가족의 일원"이라고 덧붙이며, 총격은 "우리 모두에게 유감인 범죄이다. (중략) 내 자식을 잃은 것 같이 느낀다. 이제 삶의 목적은 우리 자식이 우리가 겪은 고통을 다시 겪지 않게 만드는 것이다"라고 밝혔다. 이후 후세인 1세는 병원을 방문해 부상을 입은 피해자를 만나, 경제적인 지원을 제공했다.
후세인 1세의 진실된 행동은 아랍-이스라엘 분쟁을 통틀어도 매우 특이한 행동으로, 애도하는 이스라엘 민중에 깊은 감동을 주었으며, 공격 후 두 나라 사이의 관계 개선 요소로 작용하였다. 일부 요르단 인물은 후세인 1세가 이스라엘 앞에 엎드렸다며 비판하였다.

### 1997년 다카므세 재판
요르단인 다수는 공격의 정당성을 부인하고 피해자에 대한 연민을 표했지만, 이스라엘과의 관계 정상화에 반대했던 진영에서는 다카므세를 영웅처럼 떠받들었다. 경찰은 다카므세의 자택에 대한 순례를 막아야 했으며, 다카므세의 변호를 맡기 위해 요르단인 변호사 200명이 경쟁하기도 하였다.
1997년 7월, 요르단 군사 재판에서는 다카므세의 이스라엘 여학생 살해 혐의를 인정하여, 중노동이 포함된 20년 징역형을 선고하였다. 혐의 자체는 사형에 해당하였지만, 정신적으로 불안정하다고 감정되었음을 이유로 감형되었다.

### 2011년 요르단 법무부 장관의 석방 요청
2011년 2월 14일, 요르단의 새 법무부 장관 후세인 므잘리는 다카므세의 가석방을 요구하는 수십 명 규모의 시위에 참가하였다. 므잘리는 아랍 민족주의자로서 1994년 이스라엘–요르단 평화 조약에 공개적으로 반대하였으며, 1997년 다카므세의 변호를 맡으며 감옥에 있지 않아야 할 영웅이라고 하였으며, 2011-2012년 요르단 시위를 통해 법무부 장관으로 임명되었다.
이스라엘 외교부는 므잘리는 이스라엘에서 '혐오감과 충격'을 불러일으킨다는 성명을 발표하였으며, 이스라엘 대사관 대변인 메라브 호르산디는 "어린 아이를 죽인 차가운 살인자를 지지하는 사람들이 있다는 걸 이해하기 어렵다"고 말했다.
요르단 외교부는 가석방 가능성에 대한 이스라엘의 염려와 분노를 가라앉히기 위해, 다카므세는 선고받은 형을 전부 복역할 것이며 므잘리는 개인 의견을 말한 것에 불과하다는 성명을 발표하였다.

### 2013년 요르단 의회의 석방 운동
2013년 4월, 요르단 의회 의원 120명 중 110명이 다카므세의 석방을 요구하는 청원에 서명하였는데, 청원 내용은 다카므세의 복역 기간이 끝났다고 추정된다며, 특별 사면할 것을 요청하는 것이었다.
사망자 7명의 유가족은 청원에 대해 분노를 드러냈으며, 다카므세의 석방을 막기 위해 가능한 모든 수단을 취하겠다고 맹세하였다. 시반 파티의 어머니인 누릿 파티히는 "(다카므세가) 감옥에서 썩을 줄 알았지만, 요르단 법원과 정부가 정의를 내세울 것이라고 믿을 수 없음을 보았다. 우리는 전에 정부 관계자와 이야기도 나눴지만, 별로 도움이 되지는 못했다. (중략) 내가 내 딸을 다시는 보지 못할 것처럼, 그도 그의 가족을 다시 볼 권리가 없다. 딸들 모두가 지금쯤이면 가족을 이뤄 자식이 있었을 것이다"라고 밝혔다. 2013년 4월 15일 욤 하지카론 중 유가족들은 라마트간의 요르단 대사관에서 열린 추모식에 초청받았으며, 추모식이 끝난 후 요르단 대사 왈리드 칼리드 오베다트는 유가족을 대사관 안으로 초청해 다카므세가 지금 석방되지 않을 것이라고 확약하였다.

### 2017년 다카므세의 석방
2017년 3월 12일, 20년 복역을 마친 후 다카므세는 석방되었다.
요르단 주재 미국 대사 앨리스 웰스는, 다카므세의 석방에 대한 대사관 차원의 입장을 요청받았을 때, "요르단 사법 체계를 존중하며, 후세인 왕이 피해자 가족들을 위로하는 모습만 기억한다"고 답변하였다.